# Кушмана
Кушмана — река в России, течёт по территории Усть-Куломского района Республики Коми. Устье реки находится в 116 км по правому берегу Северной Кельтмы на высоте 117 м над уровнем моря. Длина реки составляет 31 км, площадь водосборного бассейна 167 км².
В 4 км от устья, по правому берегу Кушманы впадает река Елмач.

## Данные водного реестра
По данным государственного водного реестра России относится к Двинско-Печорскому бассейновому округу, водохозяйственный участок реки — Вычегда от истока до города Сыктывкар, речной подбассейн реки — Вычегда. Речной бассейн реки — Северная Двина.
Код объекта в государственном водном реестре — 03020200112103000015272.